# Галван, Антониу ди Сант-Ана

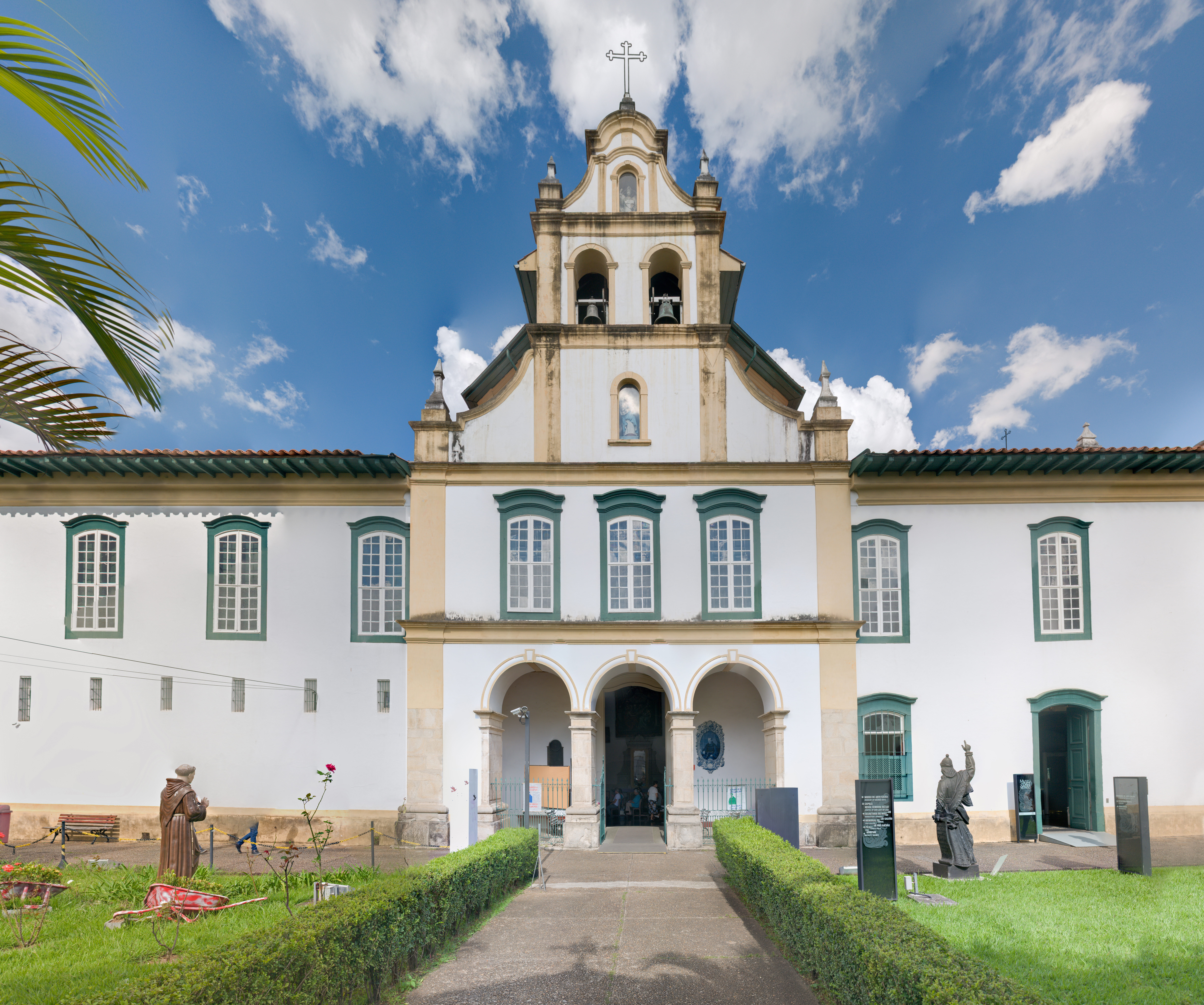
Благотворительный центр Mosteiro de Luz, сегодня Музей сакрального искусства в Сан-Паулу

Антониу ди Сант-Ана Галван (порт. Antônio de Sant'Ana Galvão, 1739[…], Гуаратингета, колонии Португалии — 23 декабря 1822, Сан-Паулу) — святой Римско-Католической церкви, священник, член монашеского ордена францисканцев, первый канонизированный бразилец.

## Биография
Антониу ди Сант-Ана Галван родился в богатой семье в 1739 году в городе Гуаратингета, штат Сан-Паулу. В 1752 году в возрасте 13 лет Антониу ди Сант-Ана Галван поступил в иезуитский колледж. В 1756 году перешёл во францисканский монастырь. 16 апреля 1761 года он принял монашеские обеты и 11 июля 1762 года был рукоположён в священника с монашеским именем Антоний святой Анны.
2 февраля 1774 года основал в Сан-Паулу благотворительный центр Mosteiro de Luz, в котором занимался бедными и бездомными. 15 августа 1802 году в центре была построена церковь. Благотворительный центр со временем расширился и приобрёл широкую известность среди жителей Сан-Паулу. В 1988 году этот центр был внесён в список Всемирного наследия ЮНЕСКО (в настоящее время — это Музей сакрального искусства).
В своей благотворительной работе столкнулся с противодействие местных светских властей, но продолжал заниматься благотворительностью до самой смерти 23 декабря 1822 года.

## Прославление
Был причислен к лику блаженных 25 октября 1988 года папой Иоанном Павлом II и причислен к лику святых 11 мая 2007 года папой Бенедиктом XVI.
День памяти в католической церкви — 25 октября.

## Источник
- Проповедь Иоанна Павла II во время беатификации (англ.)